# Амарал
Амарал (на испански: Amaral) е музикална група от испанския град Сарагоса, която е реализирала продажби от над 4 млн. бройки по света. В нея участват Ева Аморал (вокали) и Хуан Агире (китара), като и двамата поемат работата по писане на песни. Ева Морал стартира като барабанист в друга група, преди да се събере с Агире през 1997 година. Двамината се местят в Мадрид и си осигуряват сделка с Ий Ем Ай. Музиката им бива определяна като поп рок, но тя често е подплатена с латино бийтове, фолк рок, синтезатори и комплексна поетична структура.
Хуан Агире е родом от Сан Себастиян, от провинция Гипискоа, Испания. Прекарва детството си в Грос, след което се премества в Сарагоса. Ева е с корени от Сарагоса.
Амарал печелят много награди, включително Музикална награда на ЕмТиВи Европа за албума Estrella de mar, в който печели 5 други категории, и е един от най-продаваните испански състави за всички времена. Към 2011 година имат шест студийни албума, един двоен концертен албум и две концертни DVD-та.